# Anne Patterson
Anne Woods Patterson (Fort Smith, 4 ottobre 1949) è una diplomatica statunitense, ambasciatore in Egitto dal 2011 al 2013.

## Biografia
Allieva dell'Università della Carolina del Nord a Chapel Hill, la Patterson fu assunta al dipartimento di Stato degli Stati Uniti nel 1973.
Inizialmente svolse funzioni da consigliera per gli affari arabi e nel 1993 venne nominata Vice assistente del Segretario di Stato per gli affari intra-americani. Nel 1997 fu scelta dal Presidente Clinton come ambasciatore presso El Salvador. Nel 2000 lasciò l'incarico per rivestire quello di ambasciatore in Colombia.
Nel 2004 tornò a lavorare negli Stati Uniti, sempre come dipendente del dipartimento di Stato. L'anno seguente, quando l'ambasciatore presso le Nazioni Unite John Danforth si dimise, una controversia obbligò il Presidente Bush a non poter nominare come sostituto il candidato da lui voluto. Perciò, per non lasciare il posto vacante, Bush decise di nominare ad interim la Patterson.
Terminato l'incarico, la Patterson fu nominata Assistente del Segretario di Stato per gli affari narcotici internazionali. Nel 2007, quando Ryan Crocker divenne ambasciatore in Iraq, la Patterson venne scelta per sostituirlo come ambasciatore in Pakistan. In queste vesti si trovò a fronteggiare alcuni problemi come le stragi di civili o la presenza di materiale nucleare.
Nel 2011 il Presidente Obama nominò Anne Patterson ambasciatore in Egitto e il Senato la confermò con consenso unanime.